# Phlyctaenopora
Phlyctaenopora is een geslacht van sponsdieren uit de klasse van de Demospongiae (gewone sponzen).

## Soorten
- Phlyctaenopora (Barbozia) bocagei Lévi & Lévi, 1983
- Phlyctaenopora (Barbozia) primitiva (Dendy, 1922)
- Phlyctaenopora (Phlyctaenopora) bitorquis Topsent, 1904
- Phlyctaenopora (Phlyctaenopora) halichondrioides van Soest & Stentoft, 1988